# Moreno (nome)
Moreno  è un nome proprio di persona italiano maschile.

## Varianti
- Femminili: Morena[1][2]
- Ipocoristici: Reno[3]

## Origine e diffusione
Prende a prestito il nome spagnolo e catalano Moreno, derivante dal latino moro ("moro", "scuro"), ed è quindi analogo per semantica a nomi quali Mauro, Melania, Cole, Gethin e Blake; si è originato in epoca medievale come soprannome per una persona dalla carnagione o dai capelli scuri. 
È diffuso maggiormente nell'Italia centro-settentrionale, specie in Toscana.

## Onomastico
Non vi sono santi con questo nome, che quindi è adespota; l'onomastico può essere festeggiato il 1º novembre, festa di Ognissanti. Vi sono alcuni santi che lo portano come cognome, come ad esempio sant'Ezequiel Moreno, commemorato il 19 agosto.

## Persone

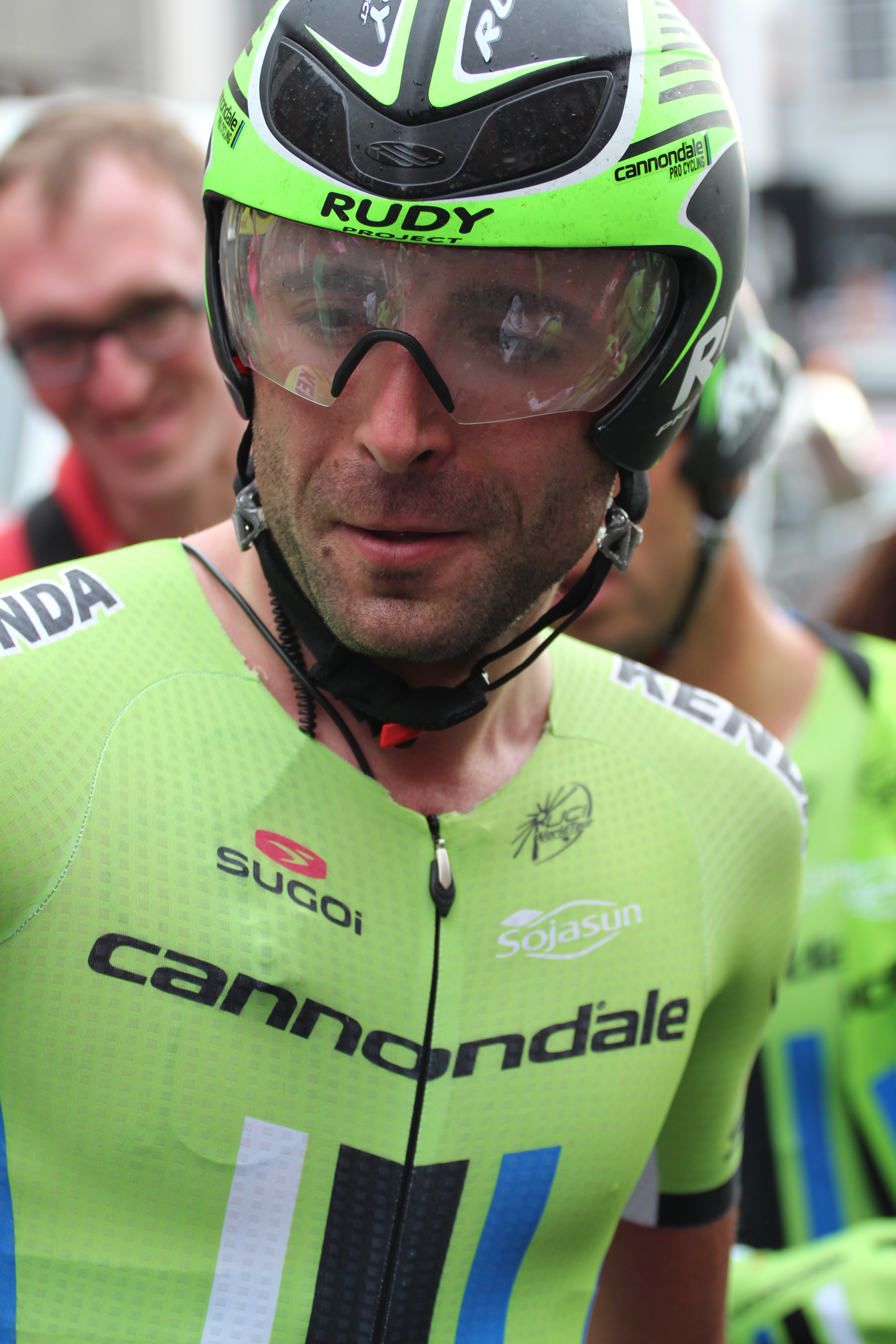
Moreno Moser

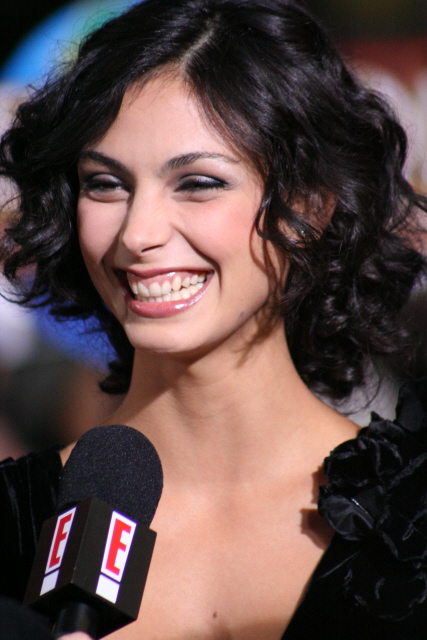
Morena Baccarin

- Moreno Argentin, ciclista su strada italiano
- Moreno Burattini, fumettista italiano
- Moreno Conficconi, musicista e compositore italiano
- Moreno Di Biase, ciclista su strada italiano
- Moreno Donadoni, rapper italiano
- Moreno Ferrario, allenatore di calcio e calciatore italiano
- Moreno Longo, allenatore di calcio e calciatore italiano
- Moreno Mannini, calciatore italiano
- Moreno Morbiducci, calciatore italiano
- Moreno Morello, personaggio televisivo italiano
- Moreno Moser, ciclista su strada italiano
- Moreno Torricelli, allenatore di calcio e calciatore italiano

### Variante femminile Morena
- Morena Baccarin, attrice brasiliana naturalizzata statunitense
- Morena Camilleri, cantautrice maltese
- Morena Gallizio, sciatrice alpina italiana
- Morena Salvino, attrice e modella italiana
- Morena Tartagni, ciclista su strada e pistard italiana
- Morena Zapparoli, conduttrice televisiva italiana

### Variante Reno
- Reno Andreini, tenore italiano
- Reno Bertoia, giocatore di baseball italiano naturalizzato canadese
- Reno Olsen, ex ciclista danese
- Reno Wilson, attore e doppiatore statunitense